# A Bride Won by Bravery
A Bride Won by Bravery è un cortometraggio muto del 1909. Il nome del regista non viene riportato nei credit del film.

## Trama
In visita nel ranch dello zio insieme al fratellino, la bella Inez viene corteggiata da Joe, uno dei cowboy che si è innamorato di lei. Mentre si trova in un bosco a raccogliere dei fiori, la ragazza viene sorpresa da un gruppo di malintenzionati che vengono però cacciati da Joe. I due giovani si baciano ma, quando tornano al ranch, Joe viene mandato via dal colonnello, furibondo con la nipote alla quale proibisce di rivedere il cowboy. Inez ha invece ancora un appuntamento con Joe che le regala il proprio fazzoletto come pegno d'amore. Il colonnello riconosce al collo della nipote il fazzoletto e decide di rimandare a casa la ragazza. Mentre lei si sta preparando a partire, viene spiata da un brutto ceffo che appartiene alla banda degli assalitori. I malviventi decidono di impadronirsi dei regali che il colonnello ha affidato a Inez e, sulla strada verso la ferrovia, la ragazza, suo fratello e lo zio vengono catturati dalla banda che lega il colonnello e il ragazzo a un albero. I tre prigionieri saranno liberati dall'intervento di Joe e, alla fine, il colonnello non potrà più opporsi all'amore dei due giovani.

## Produzione
Il film fu prodotto dalla Lubin Manufacturing Company.

## Distribuzione
Distribuito dalla Lubin Manufacturing Company, il film - un cortometraggio della lunghezza di una bobina - uscì nelle sale cinematografiche statunitensi il 27 maggio 1909.